# 周惠达
周惠达（5世纪—544年），中国北魏、西魏官员，表字怀文，章武郡文安县（今河北文安东北）人。北魏历任乐乡县令、平舒县令、平成县令周信之子。

## 生平
周惠达好学，有见识。北魏齐王蕭宝寅担任瀛州刺史，周惠达和河間馮景之召入幕下，受到礼遇。蕭宝寅召回朝中，周惠达跟随入洛陽。領軍元叉专权北魏朝廷，周惠达通过蕭宝寅面见元叉，元叉听他的言论，感慨他的才学。525年，北魏臨淮王元彧北伐，以周惠达为府長流参軍。万俟醜奴之乱爆发，蕭宝寅西征，周惠达随入关中。527年，蕭宝寅与乱軍作战失敗，退却担任雍州刺史，派周惠达为使回洛陽。蕭宝寅謀反的消息传到洛陽，北魏朝廷以周惠达是蕭宝寅的属下，要逮捕他。周惠达西逃到潼关，见到楊侃。楊侃问「蕭宝寅謀反，为何故入兽口」。周惠达说「蕭王被左右所誤，此行要改变他的心意」。到达后，蕭宝寅谋反已经开始，周惠达被蕭宝寅起用为光禄勋、中書舍人。蕭宝寅兵敗，部下多数都逃走，周惠达数人跟随蕭宝寅。蕭宝寅说「人生富貴，左右都说尽忠，遭到危難后，乃知岁寒也」。
530年，贺拔岳擒获蕭宝寅送到洛陽，周惠达被贺拔岳俘获，被用为府祭酒。贺拔岳给他衣服馬匹，再任参議。贺拔岳为关中大行台，周惠达担任从事中郎。曾经出使洛陽，面见魏孝武帝，他分析天下大势，说贺拔岳忠心，孝武帝很赞赏他。贺拔岳在外征战，周惠达任留守。
534年，贺拔岳被侯莫陳悦殺害，周惠达称病辞任，侯莫陳悦不許，周惠达逃到漢陽麦積崖。侯莫陳悦滅亡後，周惠达归顺宇文泰，任用为秦州司馬，安抚陇右。宇文泰任关西大都督，周惠达为大都督府司馬。北魏孝武帝把馮翊長公主嫁给宇文泰，周惠达作为長史赴洛陽迎亲。到达潼关，孝武帝西迁，周惠达作为先導。
宇文泰担任大将軍、大行台，敬周惠达才干，以他为属下行台尚書、大将軍府司馬，封文安县子。宇文泰征伐东魏，出镇華州，周惠达在后方任留守。营造兵器，储屯粮草，简选士马，供军国之用。擢升为安东将军，任太子少傅，進爵为伯。又制订朝廷仪礼。任中書令，進爵为公，加衛大将軍、左光禄大夫。
538年，兼尚書右僕射。宇文泰和西魏文帝東征，周惠达辅佐太子元欽留守長安。趙青雀在長安子城作乱，周惠达奉太子元欽出渭橋之北防御叛軍。宇文泰大軍归还，殺趙青雀，周惠达任吏部尚書。后来再任尚書右僕射。
周惠达负责整備西魏礼制音乐，文帝在朝廷听到音乐演奏，对周惠达说「此卿之功也」。官至儀同三司。周惠达位居高官，態度依然谦虚，善待部下，選拔良士進昇。544年，去世，朝廷赠予司空，谥号匡穆。武成元年（559年）追赐姓宇文氏。隋朝開皇初年，追封蕭国公。其子周題嗣爵。《石墨镌华》记载，明万历二十年咸阳县令王嘉瑞得周惠达墓碑，宛然如新。

## 子女
- 周韪，北周骠骑大将军、开府仪同三司、东京司宪中大夫、文安县开国公[2]
- 周宣华，长女，嫁北周使持节、大将军、济北惠公拓跋迪，大统十三年（547年）十月封为济北王妃，魏后元年（552年）改为济北郡公夫人，保定二年（562年）封汝南郡君

## 延伸阅读
[在维基数据编辑]
 《周書·卷22》，出自令狐德棻《周書》
 《北史·卷063》，出自李延壽《北史》